# جامعة الدول العربية
جامعة الدول العربية هي منظمة إقليمية تضم دولاً عربية في آسيا وإفريقيا. ينص ميثاقها على التنسيق بين الدول الأعضاء في الشؤون الاقتصادية، ومن ضمنها العلاقات التجارية، الاتصالات، العلاقات الثقافية، الجنسيات ووثائق وأذونات السفر والعلاقات الاجتماعية والصحة. المقر الدائم لجامعة الدول العربية يقع في القاهرة، عاصمة مصر (تونس من 1979 إلى 1990). وأمينها العام الحاليّ هو أحمد أبو الغيط. المجموع الكلي لمساحة الدول الأعضاء في المنظمة 13,953,041 كم²،[بحاجة لمصدر] حيث أن مجموع مساحة الوطن العربي يجعل مساحته الثاني عالمياً بعد روسيا ومجموع سكانها هو الرابع عالمياً بعد الصين، الهند والاتحاد الأوروبي. حيث يبلغ مجموع السكان العرب سنة 2021 في الوطن العربي حوالي 437,812,546 نسمة والذي يمثل نسبة %5.5 من سكان العالم والبالغ عددهم 7,956,486,115 نسمة.
تسهل الجامعة العربية إجراء برامج سياسية واقتصادية وثقافية وعلمية واجتماعية لتنمية مصالح العالم العربي من خلال مؤسساتٍ مثل المنظمة العربية للتربية والثقافة والعلوم (أليسكو) ومجلس الوحدة الاقتصادية العربية. وقد كانت الجامعة العربية بمثابة منتدىً لتنسيق المواقف السياسية للدول الأعضاء، وللتداول ومناقشة المسائل التي تثير الهام المشترك، ولتسوية بعض المنازعات العربية والحد من صراعاتها، كصراع أزمة لبنان عام 1958. كما مثلت الجامعة منصةً لصياغة وإبرام العديد من الوثائق التاريخية لتعزيز التكامل الاقتصادي بين بلدان الجامعة. أحد أمثلة هذه الوثائق المهمة وثيقة العمل الاقتصادي العربي المشترك، والتي تحدد مبادئ الأنشطة الاقتصادية في المنطقة.
لكل دولةٍ عضوٌ صوتٌ واحدٌ في مجلس الجامعة، ولكن القرارات تلزم الدول التي صوتت لهذه القرارات فقط. كانت أهداف الجامعة في عام 1945:
- التعزيز والتنسيق في البرامج السياسية والبرامج الثقافية والاقتصادية والاجتماعية لأعضائها.
- التوسط في حل النزاعات التي تنشأ بين دولها، أو النزاعات بين دولها وأطرافٍ ثالثة.
- الدول التي وقعت على اتفاقِ الدفاع المشترك والتعاون الاقتصادي في 13 أبريل 1950 ملزمةٌ على تنسيق تدابير الدفاع العسكري.

لعبت الجامعةُ العربيةُ دورا هاما في صياغة المناهج الدراسية، والنهوض بدور المرأة في المجتمعات العربية، وتعزيز رعاية الطفولة، وتشجيع برامج الشباب والرياضة، والحفاظ على التراث الثقافي العربي، وتعزيز التبادلات الثقافية بين الدول الاعضاء.[بحاجة لمصدر] فقد تم إطلاق حملاتٍ لمحو الأمية، وعمليات نسخٍ للأعمال الفكرية، وترجمةٍ للمصطلحات التقنية الحديثة لاستخدامها داخل الدول الأعضاء. كما تشجع الجامعة اتخاذ التدابير اللازمة لمكافحة الجريمة وتعاطي المخدرات، وللتعامل مع القضايا العمالية، ولا سيما بين القوى العربية العاملة في المهجر.
مع بداية النهضة العربية، بَعثت النهضة مشاعر الهوية العربية مُجددًا، وبدأ بعض المفكرون والسياسيون يدعون للوحدة العربية، كـجرجي زيدان. فكان من أوج هذه الحركة تأسيس جامعة الدول العربية. وقد دعي بعض الرؤساء والقادة والمفكرين العرب إلى إبدال جامعة الدول العربية باتحاد عربي أكثر تقاربًا وترابطًا. فقد دعي الكثير من السياسيين إلى إنشاء اتحاد عربي مثل:الملك عبد العزيز نوري السعيد، وهاشم الأتاسي، وجمال عبد الناصر وحافظ الأسد، وأحمد حسن البكر، وفيصل الأول من العراق، ومعمر القذافي، وصدام حسين، وجعفر النميري، ومحمد أنور السادات. كانت الاقتراحات تتفاوت بين وحدة كُلية أو بين بلدين أو وِحدة تُطور من الجامعة العربية على شاكلة الاتحاد الأوروبي.

## تسميتها
اقترحت سوريا اسم «التحالف العربي» أما العراق فاقترح اسم «الاتحاد العربي»، إلا أن الوفد المصري رأى أن اسم «الجامعة العربية» الذي تقدَّم به أكثرُ ملاءمة من الناحية اللغوية والسياسية، وأكثر توافقًا مع أهداف الدول العربية. وفي النهاية وافق الجميع على هذا الاسم بعد أن نقَّحوه من الجامعة العربية إلى جامعة الدول العربية. أصدر المندوبون العرب الذين حضروا اجتماعات اللجنة التحضيرية للمؤتمر العربي العام بالإسكندرية بروتوكولًا عُرف باسم بروتوكول الإسكندرية ينصُّ على موافقتهم على إنشاء جامعة للدول العربية.

## تاريخها

### فكرة نشأتها
في 29 مايو 1941، ألقى أنتونى إيدن وزير خارجية بريطانيا خطاباً ذكر فيه «إن العالم العربي قد خطا خطوات عظيمة منذ التسوية التي تمت عقب الحرب العالمية الماضية، ويرجو كثير من مفكري العرب للشعوب العربية درجة من درجات الوحدة أكبر مما تتمتع به الآن. وإن العرب يتطلعون لنيل تأييدنا في مساعيهم نحو هذا الهدف ولا ينبغي أن نغفل الرد على هذا الطلب من جانب أصدقائنا ويبدو أنه من الطبيعي ومن الحق وجود تقوية الروابط الثقافية والاقتصادية بين البلاد العربية وكذلك الروابط السياسية أيضاً... وحكومة جلالته سوف تبذل تأييدها التام لأيّ خطة تلقى موافقة عامة». وفي 24 فبراير 1943 صرح إيدن في مجلس العموم البريطاني بأن الحكومة البريطانية تنظر بعين «العطف» إلى كل حركة بين العرب ترمي إلى تحقيق وحدتهم الاقتصادية والثقافية والسياسية.
بعد عام تقريباً من خطاب إيدن، دعا رئيس الوزراء المصري مصطفى النحاس كلا من رئيس الوزراء السوري جميل مردم بك ورئيس الكتلة الوطنية اللبنانية بشارة الخوري للتباحث معهما في القاهرة بشأن فكرة «إقامة جامعة عربية لتوثيق التعاون بين البلدان العربية المنضمَّة لها». وكانت هذه أول مرة تثار فيها فكرة الجامعة العربية بمثل هذا الوضوح. ثم عاد بعد نحو شهر من تصريح إيدن أمام مجلس العموم، ليؤكد استعداد الحكومة المصرية لاستطلاع آراء الحكومات العربية في موضوع الوحدة وعقد مؤتمر لمناقشته وهي الفكرة التي أثنى عليها حاكم الأردن حينئذ الأمير عبد الله بن الحسين. وإثر ذلك بدأت سلسلة من المشاورات الثنائية بين مصر من جانب وممثلي كل من العراق وسوريا ولبنان والمملكة العربية السعودية والأردن واليمن من جانب آخر، وهي المشاورات التي أسفرت عن ظهور اتجاهين رئيسَين في موضوع الوحدة؛ الاتجاه الأول يدعو إلى ما يمكن وصفه بالوحدة الإقليمية الفرعية أو الجهوية وقوامها سوريا الكبرى أو الهلال الخصيب. والاتجاه الثاني يدعو إلى نوع أعم وأشمل من الوحدة يُظِلُّ عموم الدول العربية المستقلة، وتضمَّن هذا الاتجاه رأيين فرعيين؛ أحدهما يدعو لوحدة فيدرالية أو كونفدرالية بين الدول المعنية والآخر يطالب بصيغة وُسطى تحقق التعاون والتنسيق في سائر المجالات، وتحافظ في الوقت نفسه على استقلال الدول وسيادتها.
وعندما اجتمعت لجنة تحضيرية من ممثلين عن كل من سوريا ولبنان والأردن والعراق ومصر واليمن فيما بين 25 سبتمبر إلى 7 أكتوبر 1944 رجحت الاتجاه الداعي إلى وحدة الدول العربية المستقلة بما لا يمسُّ استقلالها وسيادتها. اقترح الوفد السوري تسمية رابطة الدول العربية بـ«التحالف العربي»، واقترح الوفد العراقي تسميتها بـ«الاتحاد العربي»، إلا أن الوفد المصري اقترح اسم «الجامعة العربية» لما رأى منها: من ملاءمة من الناحية اللغوية والسياسية، وتوافقًا مع أهداف الدول العربية. ثم نُقح الاسم ليصير «جامعة الدول العربية».

### نشأة جامعة الدول العربية
هي أقدم منظمة دولية قامت بعد الحرب العالمية الثانية، وقد تكونت في 22 مارس 1945م أي قبل منظمة الأمم المتحدة بشهور، وتألفت في أول وقتها من سبع دول عربية كانت تتمتع بالاستقلال السياسي وقتذاك، هي: مصر، سوريا، المملكة العربية السعودية، شرق الأردن، لبنان، العراق، اليمن.
ويقع مقر الجامعة في القاهرة. وهي منظمة دولية إقليمية تقوم على التعاون الإرادى بين الدول الأعضاء، ويؤكد ذلك ما ورد في ديباجية الميثاق من أن الجامعة قد قامت تثبيتاً للعلاقات الوثيقة، والروابط العديدة بين الدول العربية، وحرصاً على دعم هذه الروابط، وتوطيدها على أساس احترام استقلال تلك الدول وسيادتها وتوجيهها لجهودها إلى ما فيه خير البلاد العربية قاطبة، وصلاح أحوالها، وتأمين مستقبلها، وتحقيق أمانيها وآمالها، واستجابة للرأى العام العربي في جميع الأقطار العربية (2).
كما تؤكده أيضاً مادة (8) من الميثاق بالنص على أن تحترم كل دولة من الدول المشتركة في الجامعة نظام الحكم القائم في دول الجامعة الأخرى، وتعتبره حقاً من حقوق تلك الدول، وتتعهد بألا تقوم بعمل يرمى إلى تغيير ذلك النظام فيها، ومن اختصاصات الجامعة:[بحاجة لمصدر]
1. الحفاظ على استقلال الدول الأعضاء.
2. التعاون في الشؤون الاقتصادية والثقافية والاجتماعية والصحية، وغيرها.
3. النظر في شؤون البلاد العربية ومصالحها.
4. تحرير البلاد العربية غير المستقلة.
5. التعاون مع الهيئات الدولية لكفالة الأمن والسلام وتنظيم العلاقات الاقتصادية والاجتماعية.

وأول وثيقة تخص الجامعة كانت بروتوكول الإسكندرية، والذي نص على المبادئ الآتية:
1. قيام جامعة الدول العربية من الدول العربية المستقلة التي تقبل الانضمام إليها، ويكون لها مجلس تمثل فيه الدول المشتركة على قدم المساواة.
2. مهمة مجلس الجامعة هي: مراعاة تنفيذ ما تبرمه الدول الأعضاء فيما بينها من اتفاقيات وعقد اجتماعات دورية لتوثيق الصلات بينها والتنسيق بين خططها السياسية تحقيقاً للتعاون فيما بينها والحفاظ على استقلالها وسيادتها من كل اعتداء بالوسائل السياسية الممكنة والنظر بصفة عامة في شؤون البلاد العربية.
3. قرارات المجلس ملزمة لمن يقبلها فيما عدا الأحوال التي يقع فيها خلاف بين دولتين من أعضاء الجامعة ويلجأ الطرفان إلى المجلس لفض النزاع بينهما. ففي هذه الأحوال تكون قرارات المجلس ملزمة ونافذة.
4. لا يجوز الالتجاء إلى القوة لفض المنازعات بين دولتين من دول الجامعة كما لا يجوز إتباع سياسة خارجية تضر بسياسة جامعة الدول العربية أو أي دولة من دولها.
5. يجوز لكل دولة من الدول الأعضاء بالجامعة أن تعقد مع دولة أخرى من دول الجامعة أو غيرها اتفاقات خاصة لا تتعارض مع نصوص هذه الأحكام وروحها.
6. الاعتراف بسيادة واستقلال الدول المنظمة إلى الجامعة بحدودها القائمة فعلاً.

ولقد مثل هذا البروتوكول الوثيقة الرئيسية التي وضع على أساسها ميثاق جامعة الدول العربية، الذي أقر بقصر الزعفران بالقاهرة في 19 مارس 1945 وتألف ميثاق الجامعة من ديباجة، وعشرين مادة، وثلاث ملاحق خاصة، الملحق الأول خاص بفلسطين، والملحق الثاني خاص بالتعاون مع الدول العربية غير المستقلة وبالتالي غير المشتركة في مجلس الجامعة، أما الثالث فهو خاص بتعيين السيد «عبد الرحمن عزام» الوزير المفوض بوزارة الخارجية المصرية كأول أمين عام للجامعة لمدة عامين.
وفي 22 مارس 1945 تم التوقيع على ميثاق جامعة الدول العربية من قبل مندوبي الدول العربية عدا السعودية، واليمن اللتين وقعتا على الميثاق في وقت لاحق. وتمثلت أهداف الجامعة في تعميق التعاون العربي في كافة المجالات الاقتصادية، والثقافية، والاجتماعية، والبشرية، والسياسية، والأمنية، وغير ذلك من المجالات المتنوعة، وبالفعل تم عقد عدة اتفاقيات لتعميق وترسيخ التعاون العربي المشترك، منها:
1. اتفاقية تسهيل التبادل التجاري.
2. التعريفة الجمركية الموحدة.
3. إنشاء المؤسسة العربية للإنماء الاقتصادي.
4. اتفاقية الوحدة الاقتصادية.
5. اتفاقية الدفاع العربي المشترك (7).

كذلك توجد عدة مبادئ تلتزم بها الجامعة، ومنها:
1. الالتزام بمبادئ الأمم المتحدة.
2. المساواة القانونية الأمم المتحدة.
3. المساواة القانونية بين الدول الأعضاء.
4. المساعدة المتبادلة.
5. دعم التعاون العربي في كافة المجالات[10] وعلى ضوء ذلك تم التوصل إلى بروتوكول الإسكندرية الذي صار أول وثيقة تخص الجامعة.

### بروتوكول الإسكندرية
بعد انتهاء الحرب العالمية الثانية وانتصار الحلفاء على دول المحور حاولت الدول الغربية المحتلة التخلي عن وعودها بمنح الاستقلال للدول العربية بالرغم من وقوف الأخيرة معها واستنزاف ثرواتها في المجهود الحربي.
وكان الرأي العام العربي قد تهيأ لقيام وحدة عربية وبدأ يضغط عن طريق الأحزاب والصحف في هذا الاتجاه، فوجه مصطفى النحاس باشا في 12 يوليو 1944 الدعوة إلى الحكومات العربية التي شاركت في المشاورات التمهيدية لإرسال مندوبيها للاشتراك في اللجنة التحضيرية للمؤتمر العربي العام التي ستتولى صياغة الاقتراحات المقدمة لتحقيق الوحدة العربية.
نص البروتوكول على المبادئ الآتية:
- قيام جامعة الدول العربية من الدول العربية المستقلة التي تقبل الانضمام إليها ويكون لها مجلس تمثل فيه الدول المشتركة في الجامعة على قدم المساواة
- مهمة مجلس الجامعة هي: مراعاة تنفيذ ما تبرمه الدول الأعضاء فيما بينها من اتفاقيات وعقد اجتماعات دورية لتوثيق الصلات بينها والتنسيق بين خططها السياسية تحقيقات للتعاون فيما بينها والحفاظ على استقلالها وسيادتها من كل اعتداء بالوسائل السياسية الممكنة، والنظر بصفة عامة في شؤون البلاد العربية
- قرارات المجلس ملزمة لمن يقبلها فيما عدا الأحوال التي يقع فيها خلاف بين دولتين من أعضاء الجامعة ويلجأ الطرفان إلى المجلس لفض النزاع بينهما. ففي هذه الأحوال تكون قرارات المجلس ملزمة ونافذة
- لا يجوز الالتجاء إلى القوة لفض المنازعات بين دولتين من دول الجامعة كما لا يجوز اتباع سياسة خارجية تضر بسياسة جامعة الدول العربية أو أية دولة من دولها
- يجوز لكل دولة من الدول الأعضاء ما اشتمل البروتوكول على قرار خاص بضرورة احترام استقلال لبنان وسيادته، وعلى قرار آخر باعتبار فلسطين ركنّا هامًا من أركان البلاد العربية وحقوق العرب فيها لا يمكن المساس بها من غير إضرار بالسلم والاستقلال في العالم العربي، ويجب على الدول العربية تأييد قضية عرب فلسطين بالعمل على تحقيق أمانيهم المشروعة وصون حقوقهم العادلة.

وأخيراً نص في البروتوكول على أن (تشكل فورًا لجنة فرعية سياسية من أعضاء اللجنة التحضيرية المذكورة للقيام بإعداد مشروع لنظام مجلس الجامعة، ولبحث المسائل السياسية التي يمكن إبرام اتفاقيات فيها بين الدول العربية). ووقع على هذا البروتوكول رؤساء الوفود المشاركة في اللجنة التحضيرية وذلك في 7 أكتوبر 1944 باستثناء السعودية واليمن اللتين وقعتاه في 3 يناير 1945 و5 فبراير 1945 على التوالي بعد أن تم رفعه إلى كل من الملك عبد العزيز آل سعود والإمام يحيى حميد الدين.

### ميثاق الجامعة العربية
مثّل بروتوكول الإسكندرية الوثيقة الرئيسية التي وضع على أساسها ميثاق جامعة الدول العربية وشارك في إعداده كل من اللجنة السياسية الفرعية التي أوصى بروتوكول الإسكندرية بتشكيلها ومندوبي الدول العربية الموقعين على بروتوكول الإسكندرية، مضافاً إليهم مندوب عام كل من السعودية واليمن وحضر مندوب الأحزاب الفلسطينية كمراقب. وبعد اكتمال مشروع الميثاق كنتاج لستة عشر اجتماعا عقدتها الأطراف المذكورة بمقر وزارة الخارجية المصرية في الفترة بين 17 فبراير و3 مارس 1945 أقر الميثاق بقصر الزعفران بالقاهرة في 19 مارس 1945 بعد إدخال بعض التعديلات عليه.
تألف ميثاق الجامعة من ديباجة وعشرين مادة، وثلاثة ملاحق خاصة الملحق الأول خاص بفلسطين وتضمن اختيار مجلس الجامعة مندوباً عنها «أي عن فلسطين» للمشاركة في أعماله لحين حصولها على الاستقلال. والمحلق الثاني خاص بالتعاون مع الدول العربية غير المستقلة وبالتالي غير المشتركة في مجلس الجامعة. أما الملحق الثالث والأخير فهو خاص بتعيين السيد عبد الرحمن عزام الوزير المفوض بوزارة الخارجية المصرية كأول أمين عام للجامعة لمدة عامين. وأشارت الديباجة إلى أن الدول ذات الصلة وافقت على الميثاق بهدف تدعيم العلاقات والوشائج العربية في إطار من احترام الاستقلال والسيادة بما يحقق صالح عموم البلاد العربية.
وفي 22 مارس 1945 تم التوقيع على ميثاق جامعة الدول العربية من قبل مندوبي الدول العربية عدا السعودية واليمن اللتين وقعتا على الميثاق في وقت لاحق. وحضر جلسة التوقيع ممثل الأحزاب الفلسطينية وأصبح يوم 22 مارس من كل عام هو يوم الاحتفال بالعيد السنوي لجامعة الدول العربية.

### القوات العربية المشتركة
تعتلي القوات العربية المشتركة المركز الثالث في التصنيف العالمي بعد الصين والهند، ويبلغ حجم الإنفاق السنوي على القوات ما يقارب 53,399,070,000 دولار.

## الجغرافيا
تبلغ مساحة دول الجامعة العربية قرابة 14 مليون كم مربع، وتقع هذه الدول في قارَّتين هما: غربي آسيا، ومنطقة شمال وشمال شرقي إفريقيا. وتتألف المنطقة من صحارى قاحلة كبيرة، هي الصحراء الكبرى. ولكن هذه الأراضي تحتوي مع ذلك على العديد من المناطق الخِصبة جدًّا، مثل منطقة وادي النيل، وجبال الأطلس المرتفعة، ومنطقة الهلال الخصيب التي تمتد من العراق إلى سوريا والأردن ولبنان إلى فلسطين. كما تضم المنطقة الغابات الكثيفة في جنوب الجزيرة العربية وجنوب السودان، وكذلك أجزاءً كبيرةً من أطول نهرٍ في العالم وهو نهر النيل.
شهدت المنطقة العربية صعود العديد من الحضارات القديمة وسقوطها: الحضارات العربية القديمة سبأ، معين، حضرموت، مملكة أوسان، حِمْير. كندة. إضافة إلى حضارة مصر القديمة، وحضارة روما، وحضارة آشور، وحضارة بابل، والحضارة الفينيقية، وحضارة قرطاج، والحضارة الكوشية، والحضارة النبطية.

## الدول الأعضاء في الجامعة
|                           |         |          |         |          |         |           |
| عمان                      | قطر     | الإمارات | البحرين | السعودية | الكويت  | اليمن     |
| بلاد الرافدين وبلاد الشام |         |          |         |          |         |           |
|                           |         |          |         |          |         |           |
| الأردن                    | العراق  | سوريا    | فلسطين  | لبنان    |         |           |
| شمال أفريقيا              |         |          |         |          |         |           |
|                           |         |          |         |          |         |           |
| مصر                       | السودان | ليبيا    | تونس    | المغرب   | الجزائر | موريتانيا |
| شرق أفريقيا               |         |          |         |          |         |           |
|                           |         |          |         |          |         |           |
| جزر القمر                 | جيبوتي  | الصومال  |         |          |         |           |

|       |         |         |
| الهند | إرتيريا | فنزويلا |

نصت المادة الأولى من ميثاق الجامعة على أنه يحق لكل دولة عربية مستقلة الانضمام إلى جامعة الدول العربية بعد أن تقدم طلبا بذلك يودع لدى الأمانة العامة الدائمة، ويعرض على المجلس في أول اجتماع يعقد بعد تقديم الطلب. وتنقسم عضوية الجامعة العربية إلى عضوية أصلية وعضوية بالانضمام، والعضوية الأصلية هي المثبتة للدول العربية المستقلة السبع التي وقعت على الميثاق. والعضوية بالانضمام عن طريق تقديم طلب بذلك بعد توافر عدة شروط منها: أن تكون الدولة عربية ومستقلة. وقد أثار انضمام الصومال وجيبوتي إلى الجامعة جدلا بين الدول العربية على اعتبار أن لغتهما الرسمية ليست العربية، ولكن مجلس الجامعة رأى أن أصل الشعبين عربي فقبل عضويتهما. كما اعترضت العراق عام 1961 على طلب الكويت بالانضمام مبررة ذلك بأنها جزء من أراضيها وانسحب المندوب العراقي من المجلس احتجاجا على هذا الطلب، فما كان من المجلس إلا أن قبل عضويتها استنادا إلى المادة السابعة من الميثاق التي تقرر أن ما يقرره المجلس بالإجماع يكون ملزما لمن يقبله.
يُشترط في الدول الراغبة للانضمام أن تتوافر لها شروط ثلاثة:
1. أن تكون دولة عربية، بمعنى أن تكون اللغة السائدة فيها هي العربية، وأن يكون تراثها عربياً.
2. أن تكون دولة مستقلة.
3. أن يوافق مجلس الجامعة بالإجماع على قبولها.

وقد أثيرت عدة مشكلات بشأن العضوية منها: مسألة انضمام الصومال، وجيبوتي، باعتبار أن لغتها الرسمية الأولى ليست العربية، إلا أنه تم الاتفاق على أن أصل وجذور شعوب البلدين هو الانتماء العربي، ومن ثم صدرت الموافقة على انضمامهما كما تمت الموافقة في 1952م على إعلان مندوب عن فلسطين، وفي عام 1963م اعترفت الدول العربية بأن منظمة التحرير الفلسطينية التي أنشئت في نفس العام هي الممثل للشعب الفلسطيني، واعتبر مجلس الجامعـة أن رئيس المنظمة ممثلاً لفلسطين لدى الجامعة (10).
وبخلاف الدول السبع المؤسسة للجامعة، انضمت أيضاً هذه الدول ليها:
- ليبيا (28 مارس 1953م).
- السودان (19 يناير 1956م).
- المغرب (1 سبتمبر 1958م). تونس (1 سبتمبر 1958م).
- الكويت (20 يوليو 1961م). الجزائر (16 أغسطس 1962م).
- البحرين (11 سبتمبر 1971م)
- سلطنة عمان (29 سبتمبر 1971م)
- قطر (11 سبتمبر 1971م).
- الإمارات العربية المتحدة (6 ديسمبر 1971م).
- موريتانيا (26 نوفمبر 1973م).
- الصومال (14 فبراير 1974م).
- جيبوتى (1 يونيو 1977م).
- فلسطين.
- أما آخر الدول انضمامًا فهي جزُر القُمر، وذلك في 20 نوفمبر 1993م.

وأشار ميثاق الجامعة بحق كل دولة عضو في الجامعة في التقدم بطلب انسحاب من عضوية الجامعة، وذلك بعد التقدم ببلاغ لمجلس الجامعة قبل تنفيذ الانسحاب، ولا يشترط المجلس إيضاح أسباب الانسحاب، وقد تم اشتراط مدة السنة، وذلك لكى يكون ثمة مساحة من الوقت يتم فيها بذل المساعي لإقناع الدولة طالبة الانسحاب بالعدول عن قرارها أو معالجة بعض الأسباب التي دفعتها إلى هذا الطلب، كما يجوز للدول طلب الانسحاب إذا ما تم تغيير ميثاق الجامعة، ولم توافق تلك الدول على هذا التعديل، وقد أقر ميثاق الجامعة العربية جواز فصل أي عضو لم يقوم بتنفيذ التزامات العضوية التي حددها الميثاق، وذلك بموافقة جماعية من جانب الأعضاء، إلا أنه أتاح فرصة أخرى للدول تمثلت في النص على إمكانية تقديم الدولة التي تم فصلها بطلب جديد للعضوية في الجامعة (12).
وتفقد الدول أيضاً عضويتها بزوال الشخصية القانونية للدولة لأي سبب، مثل: الاندماج في دولة أخرى، كما حدث أثناء الوحدة بين مصر، سوريا في فبراير 1958م، وإعلان الجمهورية العربية المتحدة، وبالتالي زالت عضوية مصر وسوريا لفترة، ثم عادت لكل منها عضوية منفصلة بعد زوال الاتحاد أو الجمهورية، وحدث ذلك أيضاً بعد قيام الاتحاد بين اليمن الشمالي والجنوبي عام 1990م، وقيام الجمهورية اليمنية المتحدة، ولا يعتبر فقدان الدولة لسيادتها بالإكراه نتيجة احتلال واستعمار سبباً لسقوط العضوية، وهو ما ظهر عندما احتلت العراق الكويت، أو الولايات المتحدة للعراق 2003م، فلم يعتبر ذلك سبباً يستدعى إسقاط العضوية عن أية دولة عضو (13).

## الدول الأعضاء
تأسست الجامعة العربية في القاهرة عام 1945، وكانت لحظة إنشائها تضم كلًّا من مصر والعراق ولبنان والسعودية وسوريا وشرق الأردن (الأردن منذ عام 1946) والمملكة المتوكلية اليمنية. زاد عدد الدول الأعضاء زيادة مستمرَّة في النصف الثاني من القرن العشرين بانضمام 15 دولة عربية إلى الجامعة، ليس في نظام جامعة الدول العربية ما يُعرَف بالعضوية بصفة مراقب، وهو ما نادت به دول مثل إريتريا، إذ يتحدَّث برتوكول الإسكندرية الذي يُعَد وثيقةَ تأسيس لجامعة الدول العربية عن جامعة تضم في عضويتها الدول العربية المستقلة الراغبة في الانضمام إليها. إلا أن ذلك لا يمنع كما يبدو من دعوة دول خارج الجامعة من حضور مؤتمرات القمة العربية بصفة مراقب كما هو في حالة فنزويلا (2006) والهند (2007).
ومع رجوع 20% من سكَّان إسرائيل الحاليين إلى أصلٍ عربي، وانحدار ما يقرب من نصف عدد سكَّانها اليهود من يهود عرب، ومن كون اللغة العربية إحدى اللغات الرسمية فيها، فإنها ليست عضوًا بالجامعة، كما أن تشاد ليست عضوًا أيضًا مع أن اللغة العربية تستخدم رسميًّا هناك. وكما هو معروف فإن صفة المراقب تعطي الحقَّ في التعبير عن الرأي وتقديم النصح، لكنَّها لا تعطي الحقَّ في التصويت.
هذا جدول بيانات بإحصاءات وتقديرات عن الدول الأعضاء في جامعة الدول العربية:

### عضوية فلسطين
كان واضعو ميثاق الجامعة واعين لتصريحاتهم السابقة الداعمة فلسطينيون، ولذا كانوا مصممين على إدراج فلسطين ضمن الجامعة منذ تأسيسها. فقد أعلنت وثيقةٌ مُرفقةٌ للميثاق الآتي:
وضع ميثاق عصبة الأمم لفلسطين نظام حكومة، على أساس الاعتراف باستقلالها، ولو كانت فلسطين لا تملك أن تحكم مصيرها. فكيانها بحكم القانون واستقلالها في الأمم صار يقيناً، مثلها مثل سائر الدول العربية. [...] فإن الدول الموقعة على اتفاق جامعة الدول العربية ترى للمجلس أن يعين مندوباً لدولة فلسطين، إلى حين استقلالها التام. 
في مؤتمر قمة القاهرة لعام 1964، شرعت جامعة الدول العربية في إنشاء منظمةٍ تُمثل الشعب الفلسطيني. فقد عُقِدَت أولُ جلسةٍ للمجلس الوطني الفلسطيني في القدس الشرقية في التاسع والعشرين من مايو لعام 1964. وقد تم تأسيس منظمة التحرير الفلسطينية خلال هذا الاجتماع في يوم 2 يونيو 1964. في قمة بيروت يوم 28 مارس من عام 2002، اعتمدت الجامعةُ مبادرة السلام العربية، وهي مبادرةٌ سعوديةُ المنشأ، أوجدت كخطةِ سلامٍ لإنهاء الصراع العربي الإسرائيلي. عَرَضت المبادرةُ التطبيعَ الكامل للعلاقات مع إسرائيل. وطالبت المبادرة إسرائيل في المقابل بالانسحاب من جميع الأراضي المحتلة، بما في ذلك مرتفعات الجولان، وأن تعترف إسرائيلُ بدولةٍ فلسطينيةٍ مستقلةٍ في الضفة الغربية وقطاع غزة، بالقدس الشرقيةِ عاصمةً لها، فضلا عن القيام «بحلٍ عادلٍ» لقضية اللاجئين الفلسطينيين. تم إقرارُ مبادرة السلام العربية مرةً أخرى في عام 2007 في قمة الرياض. وقامت الجامعةُ بإرسال بعثةٍ تألفت من وزيري خارجية مصر والأردن إلى إسرائيل للترويج للمبادرة، وذلك في شهر يوليو من عام 2007، وقد قوبلت تلك المهمةُ بترحابٍ متحفظٍ من قبل إسرائيل.
في 22 سبتمبر 2020، قررت دولة فلسطين تخليها عن حقها برئاسة الدورة الحالية لمجلس جامعة الدول العربية ردًا على اتخاذ الأمانة العامة للجامعة موقفًا داعمًا للإمارات والبحرين بعد تطبيع علاقاتهما مع إسرائيل. كما قال وزير الخارجية والمُغتربين الفلسطيني رياض المالكي: «إن فلسطين لا يشرفها رؤية هرولة دول عربية للتطبيع مع الاحتلال، ولن تتحمل عبء الانهيار وتراجع المواقف العربية والهرولة للتطبيع.» لاحقًا اعتذرت كل من قطر، وجزر القمر، والكويت، ولبنان وليبيا استلام رئاسة الجامعة.

### فقد العضوية
لكل دولة عضو في جامعة الدول العربية الحق في الانسحاب من عضويتها، بشرط إبلاغ مجلس الجامعة بذلك قبل سنة من تنفيذه، على أن تتحمل الدولة المنسحبة جميع الالتزامات المترتبة على الانسحاب، ولا يشترط المجلس عليها إيضاح أسباب الانسحاب، وقد اشترط المجلس فترة السنة لمحاولة معرفة أسباب الانسحاب ومحاولة إقناع الدولة المنسحبة بالعدول عن قرارها. كما يجوز للدولة العضو الانسحاب إذا تغير الميثاق ولم توافق تلك الدولة على هذا التعديل، وأقر ميثاق الجامعة العربية كذلك جواز فصل أي عضو لم يقم بتنفيذ التزامات العضوية التي حددها الميثاق واشترط ذلك بإجماع أغلبية الأعضاء، لكنه لم يوصد الباب كلية أمام الدولة المفصولة فيحق لها التقدم مرة أخرى بطلب عضوية جديد. تفقد العضوية كذلك بزوال الشخصية القانونية الدولية لأي سبب مثل الاندماج في دولة أخرى، وقد حدث هذا أثناء الوحدة بين مصر وسوريا في فبراير/شباط 1958 بعد أن أصبحتا «الجمهورية العربية المتحدة»، كذلك بعد الاتحاد بين اليمن الشمالي والجنوبي عام 1990 وقيام الجمهورية العربية اليمنية المتحدة. أما فقدان الدولة لسيادتها بالإكراه كما حدث بعد اجتياح العراق للكويت عام 1990 فإنه لم يؤثر على استمرار عضوية الكويت في الجامعة. كما علقت عضوية مصر في عام 1979 بعد قيامها بالتوقيع على معاهدة سلام مع إسرائيل، ونقل مقر الجامعة من القاهرة إلى تونس، إلا إن الدول العربية أعادت العلاقات الدبلوماسية مع مصر في عام 1987 وسمح لمصر بالعودة إلى الجامعة في عام 1989، وأعيد مقر الجامعة إلى القاهرة مرة أخرى.
وتم تعليق سوريا في 16 نوفمبر 2011 في أعقاب اندلاع الحرب الأهلية السورية. في 6 آذار / مارس 2013، منحت جامعة الدول العربية الائتلاف الوطني السوري مقعد سوريا في جامعة الدول العربية. في 9 مارس 2014، صرح الأمين العام نبيل العربي أن مقعد سوريا سيبقى شاغرًا حتى تكمل المعارضة تشكيل مؤسساتها. في عام 2021، بدأت جامعة الدول العربية عملية تطبيع بين سوريا والدول العربية الأخرى. في 7 مايو 2023، في اجتماع مجلس جامعة الدول العربية في القاهرة، تم الاتفاق على إعادة عضوية سوريا.

### حالات فقد عضوية مستمرة
فتمت في عام 2011 بتعليق عضوية ليبيا و بسبب رفض النظام في البلد التعامل بجدية مع المبادرات العربية، التي جاءت لإنهاء حالة القمع التي تعرض لها المتظاهرين المطالبين بالإصلاح وإسقاط النظام في البلد.

### أمناء الجامعة
بحسب المادة الثانية عشرة من ميثاق جامعة الدول العربية، يتم تعيين أمين عام للجامعة بموافقة ثلثي أعضائها. وهو الممثل الرسمي في جميع المحافل الدولية. ومنذ إنشاء جامعة الدول العربية في مارس 1945 تولى رئاسة الأمانة العامة عدد من الشخصيات العربية المرموقة.

## إدارة جامعة الدول العربية
أيد ميثاق جامعة الدول العربية " مبدأ الوطن العربي الواحد، مع إعلان الاحترام للسيادة الفردية للدول الأعضاء. تمت الموافقة على النظام الداخلي لمجلس الجامعة ولجانها في أكتوبر من عام 1951. أما نظام الأمانة العامة فقد تمت الموافقة عليه في مايو أيار عام 1953.
ومنذ ذلك الحين، فقد تمت إدارة جامعة الدول العربية على أساس ازدواجيةٍ بين المؤسسية التي تفوق الوطنية، والسيادة الفردية للدول الأعضاء. وقد جاءت المحافظة على السيادة الفردية من الرغبة الطبيعية عند النخب الحاكمة للحفاظ على السلطة والاستقلال في اتخاذ القرارات. أضف إلى ذلك أن مخاوف الأغنياء من مشاركة الفقراء لهم في الثروات، والنزاعات بين الحكام العرب، وتأثير القوى الخارجية التي قد تعارض الوحدة العربية، كلها عقباتٌ تقف في طريق التكامل الأعمق في الجامعة العربية.
اللجان الدائمة
تتلخص مهمتها في تحقيق التعاون بين البلاد العربية في شكل مشروعات واتفاقات تعرض على المجلس للنظر فيها تمهيداً لعرضها على البلاد العربية، وهذه اللجان هي:-
1. اللجنة السياسية.
2. اللجنة الاقتصادية والمالية.
3. لجنة شؤون المواصلات.
4. اللجنة الثقافية.
5. اللجنة القانونية.
6. اللجنة الاجتماعية.
7. اللجنة الصحية.
8. لجنة الإعلام العربي.
9. لجنة حقوق الإنسان (23).

وتعقد هذه اللجان اجتماعاً بصورة سرية، وتكون صحيحة بحضور أغلبية الأعضاء كما أنها تصدر قراراتها بأغلبية أصوات ممثلي الدول الأعضاء الحاضرين، إلا أن عمل هذه اللجان استشاري نظراً لأن للمجلس مطلق الحرية في أن يتناول المشروعات التي تقدمها بالحذف أو التعديل إلا أن دور المجلس عملياً يقتصر على الرقابة على نشاط هذه اللجان من الوجهة السياسية العامة، وبدون الدخول في تفاصيل المشاريع التي تقدمها (25).
ويجـرى التمثيل في كل من اللجـان الدائمة بمندوب واحد عن كل دولة، ويـكون له صوت واحد (26).
وتتمتع هذه اللجان بحق تشكيل لجان فرعية تعنى بالشؤون الفنية المتخصصة، كما يحق لها أن توصى بدعوة خبراء من الدول الأعضاء في الجامعة للاستفادة بخبراتهم عند الحاجة، وفي مجال تقويم أداء هذه اللجان (27). و تتولى اللجنة القانونية شؤون الجنسية والجوازات والتأشيرات وتنفيذ الأحكام وتسليم المجرمين (28).
بالنسبة للجنة السياسية، فقد تشكلت في 30/11/1946م مع احتدام الصراع الدائر في فلسطين مع قوى الصهيونية وبروز الحاجة إلى تفعيل المشاورات السياسية بين الدول الأعضاء، والتنسيق بين مواقفها في هذا الصدد، وعلى حين نص قرار التشكيل على أن تكون العضوية في اللجنة على مستوى وزراء الخارجية، فإنه بعد خمس سنوات من عمل اللجنة في عام 1951م أصدر مجلس الجامعة قرارا بفتح العضوية لرؤساء الحكومات ورؤساء وفود الدول لدى الجامعة حسب مقتضى الحال، وكان أهم ما أنجزته اللجنة من أعمال: بلورة معاهدة الدفاع المشترك والتعاون الاقتصادي، والإعداد لجدول أعمال القمم العربية، ورفع تقاريرها إلى اجتماعات تلك القمم، فضلاً عن تنسيق المواقف العربية من بعض القضايا الدولية (29).

## الاقتصاد
تُعدُ دول الجامعة العربية دولاً غنيةً بالموارد، ففي الدول العربيةِ مواردُ هائلةٌ من النفط والغاز الطبيعي، كما تتمتع أراضيها بخصوبةٍ كبيرةٍ في السودان مثلاً، مما جعل السودان يُسمى «سلة غذاء العالم العربي». لم يؤثر عدم الاستقرار الأمني في المنطقة على قطاع السياحة، بل إن هذا القطاع يعدُ أكثر القطاعات نموا في دول المنطقة، لا سيما في السعودية مصر والإمارات العربية المتحدة والمغرب وتونس والأردن. وهناك قطاعٌ آخر ينمو باستمرارٍ مطردٍ أيضا هو قطاع الاتصالات. فقد تمكنت شركاتٌ محليةٌ كشركة أوراسكوم وشركة اتصالات من الدخول في المنافسة العالمية، وذلك في أقل من عِقدٍ من الزمن.
إلا أن اللجنة الخاصة بالشؤون الاقتصادية والمواصلات لم تجتمع منذ إنشاء المجلس الاقتصادي العربي، وتتكون هذه اللجان من مندوبين عن الدول العربية الأعضاء، ومندوبين من البلاد العربية الأخرى غير المستقلة بالشروط التي يحددها المجلس، ويقوم مجلس الجامعة بتعيين رئيس لكل لجنة لمدة سنتين قابلة للتجديد، كما يتقاضى مكافأة عن الجلسة التي يحضرها، وتقوم الأمانة العامة بمعاونة اللجان على القيام بمهامها وتمكينها من الإلمام بالموضوعات التي تعنى ببحثها، كما يقوم الأمين العام بندب أحد موظفي الأمانة العامة المختصين في الشؤون المعهد بها لكل لجنة لكى يكون سكرتيراً لها (24).
لا تثير الانجازات الاقتصادية التي بدأتها الجامعة في دولها الأعضاء الكثير من الإعجاب، وبالأخص إذا ما قورنت بإنجازات المنظمات العربيةِ الأقل حجما، مثل مجلس التعاون الخليجي (GCC). ولكن من المتوقع الانتهاءُ من عددٍ من المشاريع الواعدة الاقتصادية الكبرى قريبا. فمن بين هذه المشاريعِ مشروعُ «خط الغاز العربي»، والمقرر إنجازه في عام 2010. سوف ينقل هذا المشروعُ الغازَ المصري والعراقي إلى الأردن وسوريا ولبنان وتركيا. ومن المقرر أيضا أن يبدأ تنفيذ منطقة التجارة الحرة العربية الكبرى (GAFTA) في الأول من يناير 2008، وسيعفي هذا المشروع أكثر من 95 في المئة من كل المنتجات العربية من الرسوم الجمركية. [بحاجة لمصدر]
حجم التنمية الاقتصادية في الدول العربية متفاوتٌ جدا. فهناك فروقٌ كبيرةٌ في الثروة والظروف الاقتصادية بين الدول الغنية بالنفط: السعودية الجزائر وقطر والكويت والإمارات العربية المتحدة من ناحيةٍ، والدول الفقيرة كجزر القمر وموريتانيا وجيبوتي من ناحيةٍ أخرى. لكن التمويل العربي الاقتصادي قيد التطوير الآن. وكمثالٍ على ذلك، نجد موافقة جامعة الدول العربية على دعم منطقة دارفور السودانية بخمسمائة مليون دولار، وتخطيط الشركات المصرية والليبية بناءَ عدةِ آبارٍ في هذه المنطقة الجافة من السودان.

### قائمة الدول الأعضاء بترتيب الناتج المحلي الإجمالي (معادل القوة الشرائية)
يوضح الجدولُ التالي «الناتج المحلي الإجمالي» لدول الجامعة العربية بناءً على «معادل القوة الشرائية»، والذي يقاس هنا بالدولار الأمريكي. وتأتي أغلب هذه الأرقام (إلا إن تم التوضيح بغير ذلك) من بيانات عام 2007: «قاعدة بيانات التوقعات الاقتصادية في العالم»، التي قام «صندوق النقد الدولي» بنشرها في أبريل من عام 2008.
| الدولة                   | الناتج المحلي الإجمالي (تعادل القوة الشرائية) بالدولار الأمريكي | نصيب الفرد من الناتج المحلي الإجمالي (تعادل القوة الشرائية) بالدولار الأمريكي |
| ------------------------ | --------------------------------------------------------------- | ----------------------------------------------------------------------------- |
| جامعة الدول العربية أ    | 2.340.427                                                       | 6.844                                                                         |
| السعودية                 | 564.561                                                         | 23,243                                                                        |
| مصر                      | 403.961                                                         | 5.491                                                                         |
| الجزائر                  | 224.748                                                         | 6.533                                                                         |
| الإمارات العربية المتحدة | 167.296                                                         | 37.293                                                                        |
| المغرب                   | 138.250                                                         | 4,433                                                                         |
| الكويت                   | 130.113                                                         | 39,306                                                                        |
| العراقب                  | 102.300                                                         | 3.600                                                                         |
| سوريا                    | 87.091                                                          | 4.488                                                                         |
| السودان                  | 80.706                                                          | 2.172                                                                         |
| تونس                     | 76.999                                                          | 7.473                                                                         |
| قطر                      | 75,224                                                          | 80.870                                                                        |
| ليبيا                    | 74,752                                                          | 12.277                                                                        |
| عُمان                     | 61.607                                                          | 23,967                                                                        |
| اليمن                    | 52,050                                                          | 2.335                                                                         |
| لبنان                    | 51.474                                                          | 13,374                                                                        |
| الأردن                   | 27,986                                                          | 4.886                                                                         |
| البحرين                  | 24.499                                                          | 32.064                                                                        |
| موريتانيا                | 5.818                                                           | 1.800                                                                         |
| الصومال                  | 5.575                                                           | 600                                                                           |
| فلسطين ب                 | 5,034                                                           | 1.100                                                                         |
| جيبوتي                   | 1.738                                                           | 2.271                                                                         |
| جزر القمر                | 719                                                             | 1.125                                                                         |

الملاحظات: 
Note أ:  لا يوفر صندوق النقد الدولي بيانات جمعية عن دول الجامعة كلها. ويأتي مجموع الناتج المحلي الإجمالي من حساب مجموع الناتج المحلي الاجمالي للدول الأعضاء. ونصيب الفرد من قيمة الناتج المحلي الإجمالي هو على أساس عدد السكان المذكور في قالب المعلومات.
Note ب:  لم يوفر صندوق النقد الدولي بياناتٍ لهذا البلد. والأرقام المذكورةُ مأخوذةٌ من تقديرات عام 2007 لوكالة المخابرات المركزية الأمريكية التي نُشِرَت في كتاب حقائق وكالة المخابرات المركزية. أما الأرقام التي تخص فلسطين فقد استرجعت من تقديرات عام 2006 من المصدر نفسه، الذي نشر هذه الأرقام تحت عنوان «الضفة الغربية (بما في ذلك قطاع غزة)».
-عبد الحميد محمد الموافى، مجلس جامعة الدول العربية: دراسة في عملية صنع القرار في المنظمة الإقليمية الدولية، رسالة دكتوراة غير منشورة، كلية الاقتصاد والعلوم السياسية، قسم العلوم السياسية، جامعة القاهرة، 1985.
تحقيق اندماج اقتصادي.
تطوير نظام التصويت واتخاذ القرارات في المبادرة المصرية (يوليو 2003):
جاءت المبادرة المصرية في أعقاب الاحتلال الأمريكي البريطاني للعراق، فجرت معها العديد من الخلافات الجديدة بين الدول العربية وجامعة الدول العربية، أو مع الأمين العام، وإعلان ليبيا انسحابها من جامعة الدول العربية، وأزمة العلاقات بين الكويت والأمين العام للجامعة عمرو موسى.
وكان الهدف من هذه المبادرة هو تهيئة الأجواء لتطبيق خارطة الطريق وفتح طريق للتفاوض مع احتوائها لمصادر العنف إضافة إلى رغبة مصر في الدفاع عن دورها المحوري والقائد في فترة العمل العربي المشترك والحرص على احتواء بعض الأزمات المفتعلة أو الفعلية في النظام العربي.
وقد حددت المبادرة المصرية أحد عشرة محورا للتطوير منهم: تنقية الأجواء العربية، واضطلاع الجامعة بدورها كأداة رئيسية للعمل العربي، واحتواء المنازعات العربية– العربية وتسويتها، التكامل الاقتصادي العربي، تشكيل برلمان عربي، إقامة نظام للأمن القومي العربي، دعم المنظمات العربية المتخصصة، ترسيخ التواصل بين جامعة الدول العربية والمجتمع المدني ومؤسساته، تعديل نظام التصويت في أجهزة الجامعة، اعتماد أسلوب الدبلوماسية الجامعية

## السكان
تتمتع دول الجامعة العربية بتنوعٍ ٍثقافيٍ وعرقيٍ هائل، وذلك في 22 دولةً عضوا في الجامعة، على الرغم من ذلك، يتألفِ أغلب أعضاء الجامعة من الشعب العربي. بلغ عدد سكان دول الجامعة العربية 314 مليون نسمة، اعتبارا من الأول من يناير لعام 2007. وينمو عدد السكان في دول الجامعة بمعدلٍ أسرع من أغلب المناطق الأخرى في العالم. ويهدد هذا بتقليل النمو الاقتصادي القليل المتوقع في بلدان الجامعة النامية.[بحاجة لمصدر]
تُعدُ مصر أكثر دول الجامعة في عدد السكان، فيبلغ عدد سكان مصر حوالي 100 مليون نسمة. بينما الدولة الأقل في عدد السكان هي جيبوتي، بحوالي 500 ألف نسمةٍ فقط. تملك أغلب دول الخليج العربي أعدادا كبيرةً من العمال الأجانب. وتبلغ نسبة السكان العرب في دولة الإمارات العربية المتحدة مثلا ما يقرب من 20 % فقط من عدد السكان، بينما يأتي حوالي 50 % من عدد سكان الإمارات من دول جنوب وجنوب شرق آسيا، مع أنهم ليسوا مواطنين.[بحاجة لمصدر] تقوم بعض دول الخليج باستقدام اليد العاملة الرخيصة من دولٍ عربيةٍ أخرى كمصر واليمن والصومال. يتركز العدد الأكبر من سكان دول الجامعة في المدن التي يجري فيها التجارة والصناعة في البلاد، وذلك لأن أجزاءً كبيرةً من دول الجامعة تقع في الصحاري. أكبر المدن العربية هي مدينة القاهرة المصرية، تليها بغداد والخرطوم ودمشق والرياض والإسكندرية والدار البيضاء والجزائر وحلب وعمان وصنعاء والموصل ودبي والرباط والقدس وتونس وعدن ومكة والكويت والدوحة وطرابلس الغرب ومسقط.

### إحصائيات السكان
|         | البلد                    | السكان      | الكثافة السكانية (/كم2) | الكثافة (ميل مربع) | ملاحظات |
| ------- | ------------------------ | ----------- | ----------------------- | ------------------ | ------- |
| 1       | مصر                      | 103,000,000 | 102                     | 264                | [ 32 ]  |
| 3       | الجزائر                  | 44,000,000  | 15                      | 39                 | [ 33 ]  |
| 4       | المغرب                   | 36,471,769  | 83                      | 215                | [ 34 ]  |
| 2       | السودان                  | 37,289,406  | 17                      | 44                 | [ 35 ]  |
| 5       | السعودية                 | 32,016,658  | 12                      | 31                 | [ 33 ]  |
| 6       | العراق                   | 30,747,000  | 70                      | 181                | [ 33 ]  |
| 7       | اليمن                    | 24,969,000  | 45                      | 117                | [ 33 ]  |
| 8       | سوريا                    | 21,906,000  | 118                     | 306                | [ 33 ]  |
| 9       | تونس                     | 10,327,800  | 63                      | 163                | [ 36 ]  |
| 10      | الصومال                  | 9,133,000   | 14                      | 36                 | [ 33 ]  |
| 12      | الإمارات العربية المتحدة | 8,264,070   | 99                      | 256                | [ 37 ]  |
| 11      | ليبيا                    | 8,420,000   | 3.6                     | 9.3                | [ 33 ]  |
| 13      | الأردن                   | 6,316,000   | 71                      | 184                | [ 33 ]  |
| 14      | لبنان                    | 4,224,000   | 404                     | 1,046              | [ 33 ]  |
| 15      | فلسطين                   | 4,100,000   | 681                     | 1,764              | [ 38 ]  |
| 16      | الكويت                   | 3,566,437   | 200                     | 518                | [ 33 ]  |
| 17      | موريتانيا                | 3,291,000   | 3.2                     | 8.3                | [ 33 ]  |
| 18      | عمان                     | 2,845,000   | 9.2                     | 24                 | [ 33 ]  |
| 19      | قطر                      | 1,409,000   | 128                     | 332                | [ 33 ]  |
| 20      | البحرين                  | 1,234,596   | 1,646                   | 4,263              | [ 39 ]  |
| 21      | جيبوتي                   | 864,000     | 37                      | 96                 | [ 33 ]  |
| 22      | جزر القمر                | 676,000     | 302                     | 782                | [ 33 ]  |
| المجموع | جامعة الدول العربية      | 346,563,107 | 26.3                    | 68.1               |         |

### الدين
نشأت الأديان; اليهودية، المسيحية، والإسلام في المناطق التي هي الآن جزء من جامعة الدول العربية. إن الغالبية العظمى من مواطنين جامعة الدول العربية اليوم هم من المسلمين، تليها المسيحية. قبل إنشاء إسرائيل كان عدد كبير من اليهود يعيشون في البلدان العربية، ولكن هذه المجتمعات قد انقرضت تقريبا منذ هجرة اليهود من الأراضي العربية. أعضاء جامعة الدول العربية يمتلكون مدن مقدسة وغيرها من المواقع الدينية المهمة منها: مكة المكرمة، المدينة المنورة، والقدس الشريف. المسلمون يشكلون الغالبية العظمى من مواطني جامعة الدول العربية،
المسيحية هي الديانة الثانية السائدة بعد الإسلام، حيث يقدرون بأكثر من 20 مليون مسيحي يعيشون في بلدان مثل: مصر العراق، الأردن، لبنان، فلسطين، السودان، وسوريا. هناك عدد من السكان اليهود الذين يعيشون في منطقة المغرب العربي، وخاصة في المغرب وتونس. ومع ذلك، هاجر معظم اليهود الذين يعيشون في العالم العربي إلى إسرائيل بعد تأسيسها في عام 1948. هناك جماعات دينية أخرى لكن أعدادها قليلة نسبياً مثل البهائية والدروز.
| N  | البلد                    | الإسلام | المسيحية | أخرى   |
| -- | ------------------------ | ------- | -------- | ------ |
| 1  | المغرب                   | 99.2%   | 0.2%     | 0.6%   |
| 2  | البحرين                  | 81.38   | 9%       | 8.81%  |
| 3  | جزر القمر                | 99%     | 1%       | n/a    |
| 4  | جيبوتي                   | 94%     | 5%       | 1%     |
| 5  | مصر                      | 95%     | 5%       | 0%     |
| 6  | العراق                   | 95%     | 4.3%     | 0.7%   |
| 7  | الأردن                   | 93%     | 6%       | 1%     |
| 8  | الكويت                   | 85%     | 10%      | 5%     |
| 9  | لبنان                    | 62%     | 36%      | 2%     |
| 10 | ليبيا                    | 100%    | 0%       | 0%     |
| 11 | موريتانيا                | 100%    | 0%       | 0%     |
| 12 | الجزائر                  | 98.5%   | 1%       | 0.5%   |
| 13 | عُمان                     | 92.5%   | 5%       | 2.5%   |
| 14 | فلسطين                   | 92%     | 8%       | -      |
| 15 | قطر                      | 77.6%   | 11%      | 11.4%  |
| 16 | السعودية                 | 100%    | 0%       | 0%     |
| 17 | الصومال                  | 97%     | 3%       | 0%     |
| 18 | السودان                  | 97%     | 3%       | 0.001% |
| 19 | سوريا                    | 85%     | 9%       | 6%     |
| 20 | تونس                     | 98%     | 1%       | 1%     |
| 21 | الإمارات العربية المتحدة | 76%     | 9%       | 15%    |
| 22 | اليمن                    | 99%     | 0.2%     | 0.8%   |
|    | جامعة الدول العربية      | 90%     | 6%       | 4%     |

## مقارنات مع منظمات أخرى
تتشابه الجامعة العربية مع منظمة الدول الأمريكية، ومجلس أوروبا والاتحاد الإفريقي في إنشائها لأغراضٍ سياسيةٍ في الأساس. ولكن العضوية في الجامعة مبنيةٌ على أساس العرقية الثقافية بدلا من الجغرافيا. وتتماثل الجامعة العربية في هذا مع الاتحاد اللاتيني والمجتمع الكاريبي.
تختلف الجامعة العربية اختلافًا كبيرًا عن الاتحاد الأوروبي، فلم تحقق الجامعة العربية مقدارا ملحوظا من التكامل الإقليمي، وليس للجامعة علاقةٌ مباشرةٌ مع الدول الأعضاء. ولكن الجامعة العربية مبنيةٌ على مبادئ تدعم وتروج لقوميةٍ عربيةٍ موحدةٍ وتوحيد مواقف الدول الأعضاء بخصوص مختلف القضايا.
جميع أعضاء الجامعة العربية أعضاءٌ في منظمة المؤتمر الإسلامي. كما أن هناك مجموعاتٍ فرعيةٍ في الجامعة، مثل «مجلس التعاون الخليجي» و«اتحاد المغرب العربي».

## تاريخ انضمام الدول العربية والمراقبين الدائمين
| \| مصر[40] · العراق[40] الأردن[40]b لبنان[40] السعودية[40] سوريا[40] \| 22 مارس 1945a \| \| اليمن \| 5 مايو 1945 \| \| ليبياc \| 28 مارس 1953 \| \| السودان \| 19 يناير 1956 \| \| المغربd · تونس \| 1 أكتوبر 1958 \| \| الكويت \| 20 يوليو 1961 \| \| الجزائر \| 16 أغسطس 1962 \| \| البحرين · قطر \| 11 سبتمبر 1971 \| \| عُمان \| 29 سبتمبر 1971 \| \| الإمارات \| 12 يونيو 1972 \| \| موريتانيا \| 26 نوفمبر 1973 \| \| الصومال \| 14 فبراير 1974 \| \| فلسطين[41]e \| 9 سبتمبر 1976 \| \| جيبوتي \| 9 أبريل 1977 \| \| جزر القمر \| 20 نوفمبر 1993 \| \| إرتريا \| مراقب منذ عام 2003[42] \| \| فنزويلا \| مراقب منذ عام 2006[43][44] \| \| الهند \| مراقب منذ عام 2007[14] \| |                    |
| ملاحظات: Note a: تاريخ النشأة. Note b: إمارة شرق الأردن Note c: أعلنت عن انسحابها في 24 أكتوبر 2002، ثم تراجعت عن قرار الانسحاب في 16 يناير 2003 ثم عادت وأعلنت الانسحاب في 3 أبريل 2003 ثم تراجعت عنه في 25 مايو 2003. Note d: الصحراء الغربية منطقة يتنازع السيادة عليها كل من المغرب والبوليساريو، وتعترف جامعة الدول العربية بسيادة المغرب عليها كجزء من أراضيه. Note e: ممثلين بمنظمة التحرير الفلسطينية. |                    |
| مصر · العراق الأردنb لبنان السعودية سوريا | 22 مارس 1945a      |
| اليمن | 5 مايو 1945        |
| ليبياc | 28 مارس 1953       |
| السودان | 19 يناير 1956      |
| المغربd · تونس | 1 أكتوبر 1958      |
| الكويت | 20 يوليو 1961      |
| الجزائر | 16 أغسطس 1962      |
| البحرين · قطر | 11 سبتمبر 1971     |
| عُمان | 29 سبتمبر 1971     |
| الإمارات | 12 يونيو 1972      |
| موريتانيا | 26 نوفمبر 1973     |
| الصومال | 14 فبراير 1974     |
| فلسطينe | 9 سبتمبر 1976      |
| جيبوتي | 9 أبريل 1977       |
| جزر القمر | 20 نوفمبر 1993     |
| إرتريا | مراقب منذ عام 2003 |
| فنزويلا | مراقب منذ عام 2006 |
| الهند | مراقب منذ عام 2007 |

## المنظمات العربية المتخصصة
المخطط القابل للضغط يظهر علاقات المنظمات المختلفة في إطار منظمة التعاون الإسلامي. (عضوية سوريا معلقة من جميع المنظمات لانتهاكات حقوق الإنسان خلال الحرب الأهلية السورية).
- المجلس العربي للاختصاصات الصحية
- اتحاد المهندسين الزراعيين العرب
- اتحاد رجال الأعمال العرب

العلاقات بين الدول العربية

- المنظمة العربية لتكنولوجيات الاتصال والمعلومات (aicto)
- مجلس الوحدة الاقتصادية العربية
- منظمة الأقطار العربية المصدِّرة للبترول (أوابك)
- المنظمة العربية للتنمية الإدارية
- اتحاد إذاعات الدول العربية
- المنظمة العربية للتربية والثقافة والعلوم
- المركز العربي لدراسات المناطق الجافة والأراضي القاحلة ـ أكساد
- الأكاديمية العربية للعلوم والتكنولوجيا والنقل البحري
- منظمة العمل العربية
- الاتحاد العربي للنقل الجوي
- اتحاد المغرب العربي
- الهيئة العربية للتصنيع
- منطقة التجارة العربية الحرَّة الكبرى
- مجلس التعاون لدول الخليج العربية
- المجلس العربي للمياه
- المجلس العربي للطفولة
- المجلس العربي للعلوم الاجتماعية
- المنظمة العربية للتنمية الزراعية
- منظمة المرأة العربية
- المؤسسة العربية للاتصالات الفضائية
- مجلس وزراء الداخلية العرب
- الهيئة العربية للطاقة الذرية
- المنظمة العربية للتنمية الصناعية والتعدين
- الهيئة العربية للطيران المدني
- الصندوق العربي للإنماء الاقتصادي والاجتماعي
- صندوق النقد العربي
- المصرف العربي للتنمية الاقتصادية في إفريقيا
- الأكاديمية العربية للعلوم المالية والمصرفية
- المنظمة العربية لضمان الاستثمار وائتمان الصادرات
- مجلس السِّلم والأمن العربي
- الهيئة العربية للاستثمار والإنماء الزراعي
- المجلس الاقتصادي والاجتماعي العربي

## قائمة القمم العربية

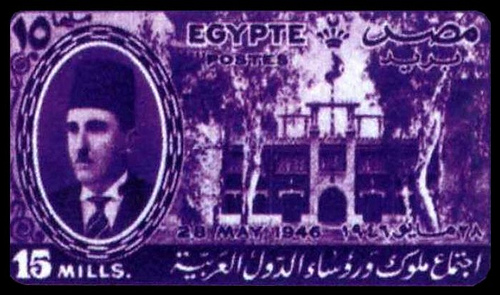
اجتماع القمة العربية الأولى في 28 مايو 1946 في قصر أنشاص بمصر - طابع تذكاري

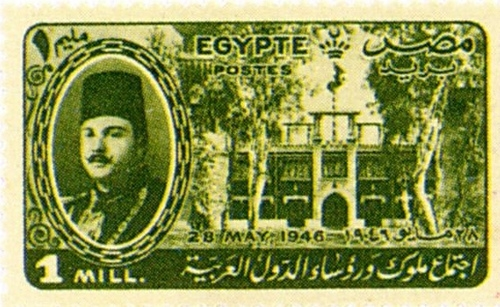
اجتماع القمة العربية الأولى في 28 مايو 1946 في قصر أنشاص بمصر-طابع تذكاري

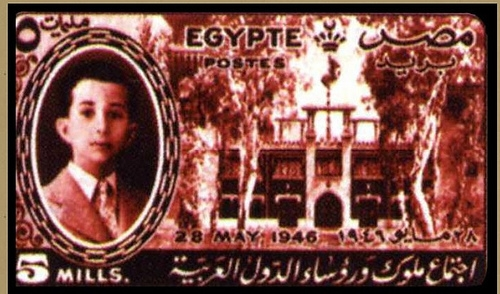
اجتماع القمة العربية الأولى في 28 مايو 1946 في قصر أنشاص بمصر - طابع تذكاري

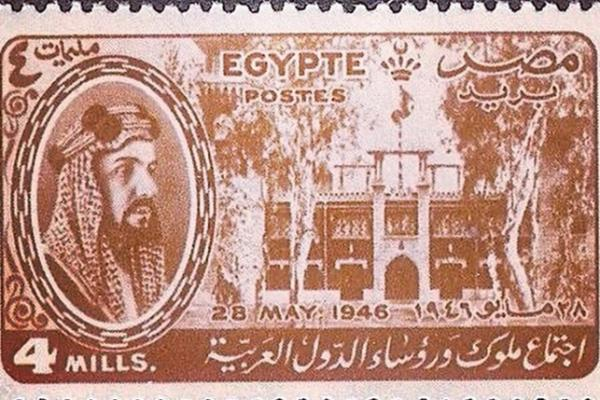
اجتماع القمة العربية الأولى في 28 مايو 1946 في قصر أنشاص بمصر - طابع تذكاري

منذ تأسيس الجامعة العربية في عام 1945 عقد القادة العرب 39 اجتماع قمة، بينها 25 قمة عادية و11 قمم طارئة، وثلاث قمم اقتصادية:
1. مصر قمة أنشاص: الإسكندرية، مصر (28 - 29 مايو / أيار 1946).[45]
2. لبنان قمة بيروت: بيروت، لبنان (13 - 15 نوفمبر / تشرين الثاني 1956).
3. مصر مؤتمر القمة العربي الأول: القاهرة، مصر (13 - 17 يناير / كانون الثاني 1964).
4. مصر مؤتمر القمة العربي الثاني: الإسكندرية، مصر (5 - 11 سبتمبر / أيلول 1964).
5. المغرب مؤتمر القمة العربي الثالث: الدار البيضاء، المغرب (13 - 17 سبتمبر / أيلول 1965).
6. السودان مؤتمر القمة العربي الرابع: الخرطوم، السودان (29 أغسطس / آب - 2 سبتمبر / أيلول 1967).
7. المغرب مؤتمر القمة العربي الخامس: الرباط، المغرب (21 - 23 ديسمبر / كانون الأول 1969)
8. مصر مؤتمر القمة غير العادي الأول: القاهرة، مصر (21 - 27 سبتمبر / أيلول 1970).
9. الجزائر مؤتمر القمة العربي السادس: الجزائر، الجزائر (26 - 28 نوفمبر / تشرين الثاني 1973).
10. المغرب مؤتمر القمة العربي السابع: الرباط، المغرب (26 - 29 أكتوبر / تشرين الأول 1974).
11. السعودية مؤتمر القمة السداسي: الرياض، السعودية (6 - 18 أكتوبر / تشرين الأول 1976).
12. مصر مؤتمر القمة العربي الثامن: القاهرة، مصر (25 - 26 أكتوبر / تشرين الأول 1976).[46]
13. العراق مؤتمر القمة العربي التاسع: بغداد، العراق (2 - 5 نوفمبر / تشرين الثاني 1978).
14. تونس مؤتمر القمة العربي العاشر: تونس، تونس (20 - 22 نوفمبر / تشرين الثاني 1979).
15. الأردن مؤتمر القمة العربي الحادي عشر: عمّان، الأردن (25 - 27 نوفمبر / تشرين الثاني 1980).
16. المغرب مؤتمر القمة العربي الثاني عشر: فاس، المغرب (25 نوفمبر / تشرين الثاني 1981).
17. المغرب مؤتمر القمة العربي غير العادي الثاني: فاس، المغرب (6 - 9 سبتمبر / أيلول 1982).
18. المغرب مؤتمر القمة العربي غير العادي الثالث: الدار البيضاء، المغرب (7 - 9 أغسطس / آب 1985).
19. الأردن مؤتمر القمة العربي غير العادي الرابع: عمّان، الأردن (8 - 12 نوفمبر / تشرين الثاني 1987).
20. الجزائر مؤتمر القمة العربي غير العادي الخامس: الجزائر، الجزائر (7 - 9 يونيو / حزيران 1988).
21. المغرب مؤتمر القمة العربي غير العادي السادس: الدار البيضاء، المغرب (23 - 26 مايو / أيار 1989).
22. العراق مؤتمر القمة العربي غير العادي السابع: بغداد، العراق (28 - 30 مايو / أيار 1990).
23. مصر مؤتمر القمة العربي غير العادي الثامن: القاهرة، مصر (9 - 10 أغسطس / آب 1990).
24. مصر مؤتمر القمة العربي غير العادي التاسع: القاهرة، مصر (15 أغسطس / آب 1991).[47]
25. مصر مؤتمر القمة العربي غير العادي العاشر: القاهرة، مصر (22 - 23 يونيو / حزيران 1996).
26. مصر مؤتمر القمة العربي غير العادي الحادي عشر: القاهرة، مصر (21 - 22 أكتوبر / تشرين الأول 2000).
27. الأردن مؤتمر قمة عمّان، الأردن (27 - 30 مارس / آذار 2001).
28. لبنان مؤتمر قمة بيروت، لبنان (27 - 28 مارس / آذار 2002).
29. مصر مؤتمر قمة شرم الشيخ، مصر (1 مارس / آذار 2003).
30. تونس مؤتمر قمة تونس، تونس (22 - 23 مايو / أيار 2004).
31. الجزائر مؤتمر قمة الجزائر، الجزائر (22 - 23 مارس / آذار 2005).
32. السودان مؤتمر قمة الخرطوم، السودان (28 - 29 مارس / آذار 2006).
33. السعودية مؤتمر قمة الرياض، المملكة العربية السعودية (28 - 29 مارس / آذار 2007).
34. سوريا مؤتمر قمة دمشق، الجمهورية العربية السورية (29 - 30 مارس / آذار 2008).
35. قطر مؤتمر قمة الدوحة، دولة قطر (30 - 31 مارس / آذار 2009).
36. ليبيا مؤتمر قمة سرت، الجماهيرية العربية الليبية الشعبية الاشتراكية العظمى (27 - 28 مارس / آذار 2010).[48]
37. العراق مؤتمر بغداد، العراق القمة العربية الثالث وعشرون: بغداد، العراق (27 - 29 مارس /أذار 2012).
38. قطر مؤتمر الدوحة، قطر القمة العربية الرابع وعشرون: الدوحة، قطر (26 - 27 مارس /أذار 2013).
39. الكويت مؤتمر الكويت القمة العربية الخامس وعشرون: الكويت (25 - 26 مارس /أذار 2014).
40. مصر مؤتمر شرم الشيخ القمة العربية السادسة وعشرون: شرم الشيخ، مصر (28 - 29 مارس /أذار 2015).
41. موريتانيا مؤتمر نواكشوط القمة العربية السابعة وعشرون: نواكشوط، موريتانيا (25 - 26 يوليو/تموز 2016).
42. الأردن مؤتمر عمّان للقمة العربية الثامنة والعشرون: عمّان، الأردن (23 - 29 مارس /أذار 2017).
43. السعودية مؤتمر الظهران للقمة العربية التاسعة والعشرون: الظهران، السعودية (14- 15 أبريل/نيسان 2018).
44. تونس مؤتمر تونس للقمة العربية الثلاثون: تونس ،تونس (مارس / أبريل 2019).
45. السعودية مؤتمر مكة للقمة العربية الطارئة: مكة، السعودية ( 30 مايو 2019).
46. الجزائر مؤتمر الجزائر للقمة العربية الواحدة و الثلاثون: الجزائر العاصمة ،الجزائر 1-2 نوفمبر 2022).[49]

### القمم الاقتصادية
1. الكويت: القمة العربية الاقتصادية والتنموية والاجتماعية (19 - 20 يناير / كانون الثاني 2009).
2. مصر: القمة العربية الاقتصادية والتنموية والاجتماعية (19 - 20 يناير / كانون الثاني 2011).
3. السعودية: القمة العربية الاقتصادية والتنموية والاجتماعية (21 - 22 يناير / كانون الثاني 2013).
4. لبنان: القمة العربية الاقتصادية والتنموية والاجتماعية (20 يناير / كانون الثاني 2019).

## الانتقادات

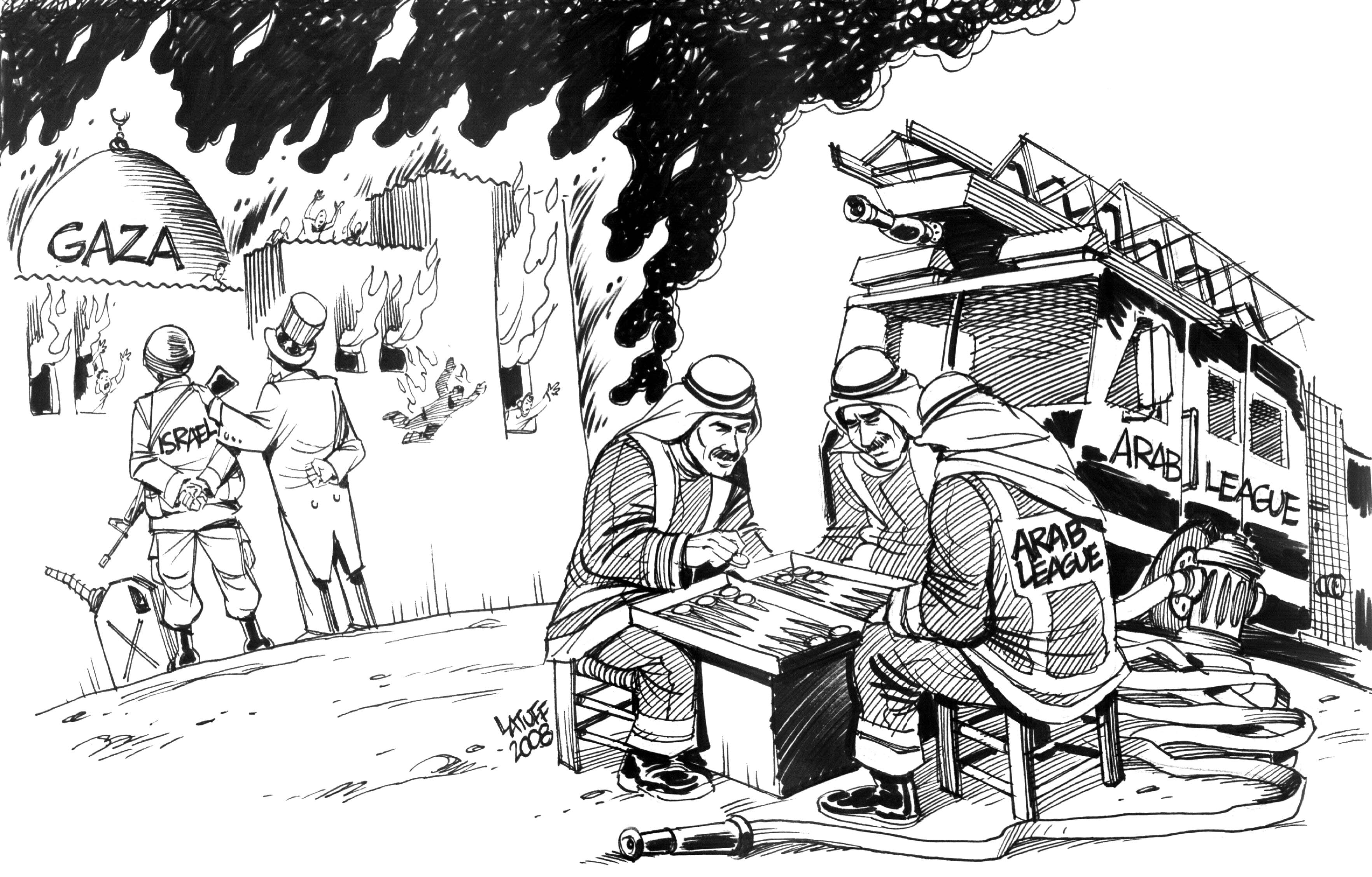
كاريكاتير ساخر لكارلوس لطوف أثناء الهجوم على قطاع غزة 2008م.

إن جامعة الدول العربية ليس فقط تواجه الانتقادات من الدول الأخرى، بل إنها ليس لها شعبية لدى معظم الشعوب العربية بسبب إخفاقها في حل الكثير من القضايا العربية، ولعل أبرزها الصراع العربي الإسرائيلي واحتلال الكيان الصِّهْيَوني للأراضي الفلسطينية عام 1948 وعام 1967، والكثير من القضايا كالأزمة السورية، وحل مشكلة الشعب السوري الذي أصبح يعاني اللجوء والتشريد في الدول المجاورة وغير المجاورة ويواجه الموت من جميع أطراف النزاع داخل وطنه سوريا.

## وصلات خارجية
- الموقع الرسمي